# An Englishman in New York
An Englishman in New York è un film biografico del 2009 che racconta gli anni dello scrittore inglese gay Quentin Crisp trascorsi a New York, con John Hurt che riprende il ruolo di Quentin Crisp che aveva già interpretato nel film Il funzionario nudo (1975). Il film prende il titolo da "Englishman in New York", una canzone su Crisp scritta da Sting per l'album del 1987 ...Nothing Like the Sun.

## Trama
Nel 1981 Quentin accetta un ingaggio teatrale a New York. La sua agente, Connie Clausen, ottiene come parte dei suoi introiti un permesso permanente come “resident alien” e la rappresentazione continuativa del suo one-man-show, ‘How to be Happy’. Entro poco tempo Quentin è il personaggio più popolare e chiacchierato di New York. Un giorno Connie presenta a Quentin Phillip Steele, l’editore della rivista “The Village Voice”. I due diventano amici intimi e Quentin trova anche molteplici occasioni per sfoggiare in pubblico il suo stile sgargiante, acuto e tagliente. Tuttavia il suo modo distratto lo porta a dichiarare durante un’intervista che l’AIDS è semplicemente “una moda”, cosa che gli procura subito parecchi nemici nella comunità gay di New York nonché una rottura con Phillip Steele. In seguito Quentin inizia una relazione con un giovane artista chiamato Patrick Angus. Quando Angus contrae l’Aids e in poco tempo muore, Crisp riesce ad ottenere da Steel la pubblicazione di un servizio con foto dedicato ad Angus su “The Village Voice”. Crisp e Steel riprendono così la loro vecchia relazione che anzi si dimostra ancora più intensa ed intima. Diventerà sempre più forte anche quando l’artista Penny Arcade presenterà Quentin a un pubblico giovane e d’avanguardia che adora il suo stile, sempre pungente ed effervescente nonostante i suoi novant’anni d’età.

## Interpreti e personaggi
- Quentin Crisp, interpretato da John Hurt.[1]
- Phillip Steele, interpretato da Denis O'Hare.
- Patrick Angus, interpretato da Jonathan Tucker, è un artista americano e amico di Crisp.[1]
- Connie Clausen, interpretata da Swoosie Kurtz. è l'agente di Crisp.[1]
- Penny Arcade, interpretata da Cynthia Nixon, è un'artista e drammaturga che si interessa di Crisp.[1]

## Accoglienza

### Critica
Nel sito di aggregazione di recensioni Rotten Tomatoes il film ha una valutazione di approvazione del 71%, basata su 7 recensioni, e una valutazione media di 6,6/10.

## Riconoscimenti
L'opera è stata candidata ai GLAAD Media Awards 2010 come miglior film TV.
Per la sua performance John Hurt è stato candidato nel 2010 al British Academy Television Award nella categoria miglior attore.